# Raymond Aloysius Lane
Raymond Aloysius Lane (Lawrence, 2 gennaio 1894 – San Francisco, 31 luglio 1974) è stato un vescovo cattolico e missionario statunitense.

## Biografia
Monsignor Raymond Aloysius Lane nacque a Lawrence, Massachusetts, il 2 gennaio 1894 da Michael Lane e Anastasia (nata Doyle).

### Formazione e ministero sacerdotale
Studiò alla St. Mary's School di Lawrence e alla St. John's Preparatory School di Danvers. Declinò la possibilità di entrare all'Accademia militare degli Stati Uniti di West Point e di un impiego presso la catena di drogherie Rexall per diventare prete. Nel 1913 venne ammesso al seminario propedeutico della Società per le missioni estere degli Stati Uniti d'America di Scranton. Lo stesso anno emise la professione solenne.
L'8 febbraio 1920 fu ordinato presbitero. Prestò servizio come procuratore per la giovane società fino al 1923, quando partì per Hong Kong per occuparsi della procura del suo ordine in quella città. Due anni viaggiò verso nord per iniziare il suo studio linguistico nella terra dei Manciù. Nel 1926 aprì la missione di Fushun e ne rimase superiore fino a quando nel 1929 fu eletto membro del consiglio dell'ordine dal suo primo capitolo generale. Divenne anche rettore del seminario.
Il 14 aprile 1932 papa Pio XI lo nominò prefetto apostolico di Fushun.

### Ministero episcopale
Il 13 febbraio 1940 papa Pio XII elevò la prefettura apostolica a vicariato apostolico e lo nominò vescovo titolare di Ipepa. Ricevette l'ordinazione episcopale l'11 giugno successivo nella sua parrocchia di origine dal vescovo titolare di Sata James Edward Walsh, superiore generale del suo ordine, coconsacranti il vescovo di Portland Joseph Edward McCarthy e il vescovo ausiliare di Boston Richard James Cushing.
A causa dell'entrata in guerra degli Stati Uniti d'America contro il Giappone, monsignor Lane rimase bloccato a Fushun per tutta la durata della guerra. Scrivendo al vescovo Walsh il 21 agosto 1945 diceva: "La notizia dello scorso mercoledì ha portato una gradita fine alla nostra prigionia babilonese, anche se non è stata una cosa facile da guardare in avanti a causa dell'incertezza della durata ma diciamo alla fine di tutto ciò che, da un punto di vista spirituale, è stata una vera benedizione".
L'11 aprile 1946 papa Pio XII elevò il vicariato apostolico a diocesi.
Il 7 agosto 1946 il capitolo del suo ordine lo elesse superiore generale. I successivi dieci anni furono i più impegnativi dell'intera vita del vescovo. Questo decennio coincise con la maggiore espansione dell'ordine in patria e all'estero e pose un limite alle forze di monsignor Lane. Nonostante una vita molto attiva nell'amministrazione dell'ordine, il vescovo trovò comunque il tempo per registrare i suoi ricordi dei primi giorni nell'ordine in diversi volumi molto leggibili. Il suo stile di conversazione venne ripreso nei suoi scritti e rese le missioni di Maryknoll più note. Come superiore generale fu apprezzato dai confratelli per la sua paterna preoccupazione. Nel 1953 ottenne il premio per la pace dall'Associazione cattolica per la pace internazionale. Il 6 agosto 1956 terminò il secondo mandato.
Gli anni che seguirono la fine dell'amministrazione dell'ordine trovarono la sua salute piuttosto fragile, ma questo non gli impedì di coltivare le amicizie per il lavoro di Maryknoll e, nella sua sollecitudine per la gente, continuò a tenere una voluminosa corrispondenza con i suoi numerosi amici. Sarà a lungo ricordato da molte persone dentro e fuori l'ordine come uno dei più amati pionieri di Maryknoll.
Partecipò alle prime due sessioni del Concilio Vaticano II.
Morì al St. Mary's Hospital di San Francisco alle 4:30 del 31 luglio 1974 all'età di 80 anni. Le esequie si tennero nella cappella del seminario di Ossining e vennero presieduta da monsignor John William Comber, già superiore generale dell'ordine. L'omelia venne pronunciata da padre Raymond A. Hill. Al termine della celebrazione monsignor James Edward Walsh impartì l'assoluzione finale. È sepolto nel cimitero di Maryknoll a Ossining.

## Genealogia episcopale
La genealogia episcopale è:
- Cardinale Scipione Rebiba
- Cardinale Giulio Antonio Santori
- Cardinale Girolamo Bernerio, O.P.
- Arcivescovo Galeazzo Sanvitale
- Cardinale Ludovico Ludovisi
- Cardinale Luigi Caetani
- Cardinale Ulderico Carpegna
- Cardinale Paluzzo Paluzzi Altieri degli Albertoni
- Papa Benedetto XIII
- Papa Benedetto XIV
- Papa Clemente XIII
- Cardinale Giovanni Francesco Albani
- Papa Pio VI
- Cardinale Carlo Bellisomi
- Vescovo Marcelino José Da Silva
- Vescovo Roque José Carpegna Díaz, O.P.
- Vescovo François-Alexis Rameaux, C.M.
- Vescovo Bernard-Vincent Laribe, C.M.
- Vescovo Jean-Henri Baldus, C.M.
- Vescovo Louis-Gabriel Delaplace, C.M.
- Vescovo François-Ferdinand Tagliabue, C.M.
- Vescovo Jean-Baptiste-Hippolyte Sarthou, C.M.
- Vescovo Jules Bruguière, C.M.
- Vescovo Pierre-Marie-Alphonse Favier, C.M.
- Vescovo Stanislas-François Jarlin, C.M.
- Vescovo Giovanni Menicatti, P.I.M.E.
- Vescovo Domenico Pozzoni, P.I.M.E.
- Arcivescovo Antoine-Pierre-Jean Fourquet, M.E.P.
- Vescovo James Edward Walsh, M.M.
- Vescovo Raymond Aloysius Lane, M.M.